# Little Falls (Minnesota)
Little Falls és una població dels Estats Units a l'estat de Minnesota. Segons el cens del 2000 tenia 7.719 habitants.

## Demografia
Segons el cens del 2000, Little Falls tenia 7.719 habitants, 3.197 habitatges, i 1.899 famílies. La densitat de població era de 476,1 habitants per km².
Dels 3.197 habitatges en un 29,2% hi vivien nens de menys de 18 anys, en un 42,8% hi vivien parelles casades, en un 13% dones solteres, i en un 40,6% no eren unitats familiars. En el 36% dels habitatges hi vivien persones soles el 17,8% de les quals corresponia a persones de 65 anys o més que vivien soles. El nombre mitjà de persones vivint en cada habitatge era de 2,29 i el nombre mitjà de persones que vivien en cada família era de 2,95.
Per edats la població es repartia de la següent manera: un 24,9% tenia menys de 18 anys, un 8,2% entre 18 i 24, un 25,7% entre 25 i 44, un 18,7% de 45 a 60 i un 22,5% 65 anys o més.
L'edat mediana era de 39 anys. Per cada 100 dones de 18 o més anys hi havia 80,5 homes.
La renda mediana per habitatge era de 30.547 $ i la renda mediana per família de 40.298 $. Els homes tenien una renda mediana de 30.925 $ mentre que les dones 22.922 $. La renda per capita de la població era de 15.924 $. Entorn del 9,2% de les famílies i el 15,9% de la població estaven per davall del llindar de pobresa.

## Poblacions més properes
El següent diagrama mostra les poblacions més properes.

## Fills il·lustres
- Brian Kobilka (1955-) científic, Premi Nobel de Química de l'any 2012.